# Meteor (Schiff, 1903)
Die Meteor war ein deutscher Hilfskreuzer, der 1915 in der Nordsee und im Weißen Meer operierte.

## Herkunft und technische Daten
Die Meteor war 1903 als Vienna bei Ramage & Ferguson in Leith gebaut. Ihre Größe betrug 1912 BRT, die Länge 89,1 m, die Breite 11,3 m, der Tiefgang 5,1 m. Ihre Konstruktionsgeschwindigkeit betrug 14 kn. Die Reichweite betrug etwa 5.000 Seemeilen bei einer Durchschnittsgeschwindigkeit von 9 Knoten.
Beim Kriegsausbruch 1914 befand sich der Dampfer in deutschen Hoheitsgewässern und wurde von den deutschen Behörden als Embargoschiff beschlagnahmt. Aufgrund ihrer britischen Bauart, die ein getarntes Operieren auf hoher See ermöglichte, wurde sie Anfang 1915 auf der Kaiserlichen Werft in Wilhelmshaven zum Minenschiff umgebaut.
Am 6. Mai 1915 wurde die Meteor unter Korvettenkapitän Wolfram von Knorr (1880–1940) in Dienst gestellt. Knorr, Sohn des früheren Admirals Eduard von Knorr, benannte das Minenschiff nach dem Kanonenboot Meteor, das sein Vater in dem Seegefecht am 9. November 1870 vor Havanna gegen den französischen Aviso Bouvet geführt hatte. Als Minenschiff bzw. Hilfskreuzer trug die Meteor eine Bewaffnung von zwei 8,8-cm-Schnellfeuerkanonen und zwei 3,7-cm-Revolverkanonen sowie auf der ersten Reise 374 Minen.

## Die erste Reise
Am 29. Mai 1915 verließ die Meteor Wilhelmshaven und lief ins Weiße Meer aus, um auf der Schiffsroute nach Archangelsk Minen zu legen. Bei der Ausfahrt arbeitete sie mit dem U-Boot U 19 zusammen, das praktisch die Aufklärung für das Minenschiff betrieb. Am 7./8. Juni 1915 wurden Minensperren gelegt, auf denen mindestens vier britische Schiffe sanken. Auf der Rückfahrt führte die Meteor Kreuzerkrieg. Der schwedische Frachter Thorsten, der 200 russische Postsäcke als Bannware führte, wurde als Prise nach Deutschland gebracht. Am 17. Juni 1915 lief die Meteor in Kiel ein.

## Die zweite Reise

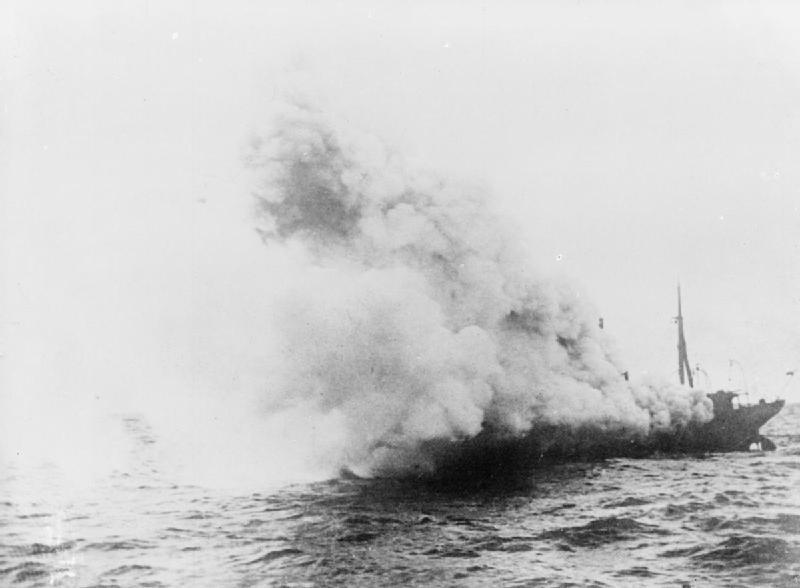
Die brennende Meteor

Für ein erneutes Unternehmen wurde die Meteor zusätzlich mit einer 15-cm-Schnelladekanone und zwei 45-cm-Torpedorohren ausgerüstet. Ziel war das Legen einer Minensperre vor dem Moray Firth an der schottischen Ostküste, wo sich die wichtigsten britischen Kriegsschiffskurse befanden. Bei dem Unternehmen arbeitete der Dampfer mit dem U-Boot U 17 zusammen. In der Nacht zum 8. August 1915 legte er vor dem Firth vier Minensperren. Auf dem Rückmarsch kam es zum Gefecht mit dem britischen Hilfskreuzer The Ramsey, den die Meteor durch einen Torpedotreffer versenkte. Dem britischen Hilfskreuzer gegenüber hatte sich die Meteor als russischer Frachtdampfer Imperator Nikolai II. ausgegeben. Von der Ramsay wurden acht Offiziere und 90 Mann gerettet; sie war durch den Torpedotreffer in zwei Teile zerrissen worden.
Auf der weiteren Rückfahrt überprüfte die Meteor den dänischen Segler Jason. Da er Grubenholz und Eisenbahnschwellen für Großbritannien geladen hatte, wurde die Besatzung übernommen und die Jason verbrannt.
Aufgrund von Minenfunden und dem Gefecht mit der Ramsay wurde die Meteor frühzeitig durch britische Flotteneinheiten gesucht. Am 9. August wurde der Dampfer durch fünf britische Einheiten entdeckt. Von Knorr entschied sich zur Selbstversenkung (Position 55° 56′ N, 6° 43′ O); die Besatzung und Teile der geretteten Besatzung von der Ramsay stiegen auf einen schwedischen Fischkutter über. Auf der Fahrt nach Süden ließ von Knorr die Passagiere auf einen norwegischen Fischkutter umsteigen, die damit entlassen waren. Der schwedische Kutter wurde am 10. August von U 28 in Schlepp genommen und nach List geschleppt.

## Folgen für die britische Seekriegführung
Die Versenkung der The Ramsay durch den Torpedoschuss eines deutschen Hilfskreuzers hatte zur Folge, dass die britische Seite die Überprüfungsmaßnahmen ihrer Blockadestreitkräfte extrem verschärfte, um eine Wiederholung eines derartigen Zwischenfalls zu vermeiden.